# Dipartimento di Kébémer
Il dipartimento di Kébémer (fr. Département de Kébémer) è un dipartimento del Senegal, appartenente alla regione di Louga. Il capoluogo è la cittadina di Kébémer.
Il dipartimento si estende su una zona pianeggiante nella parte occidentale della regione di Louga; si affaccia ad ovest per un tratto sulla Grande Côte.
Il dipartimento di Kébémer comprende un comune (Kébémer, il capoluogo) e 3 arrondissement (Darou Mousty, Ndande e Sagatta), a loro volta suddivisi in 16 comunità rurali.